# Ruf RK
La RK Spyder è il primo lavoro della carrozzeria torinese Studiotorino in collaborazione con la Ruf Automobile, presentata il 16 giugno 2005 al Museo dell'automobile di Torino.

## Il contesto
La vettura è una 2 posti secchi senza tetto di chiusura (barchetta) derivata dalla Porsche Boxster, utilizza un motore Porsche 997 portato da RUF a 440 cv.
Il 18 agosto 2006 a Carmel in California ne è stata presentata la versione coupé RK Coupé.
Ha vinto il concorso "Auto più bella del Mondo 2005 e 2006" nella sezione "serie speciali".